# Alpenpanorama-Route
Die Alpenpanorama-Route ist die nationale Fahrradroute 4 in der Schweiz. Sie beginnt in St. Margrethen, verläuft über St. Gallen, Stans, Sarnen, Thun und Freiburg nach Aigle. Sie hat eine Länge von 485 km. In beiden Richtungen sind 7900 Höhenmeter zu überwinden.
Zwischen dem Vierwaldstättersee und Glarus verwendet die Routen die vielbefahrene Axenstrasse (A4/H2) entlang des Seeufers und den Klausenpass. Man kann diesen Abschnitt im Sommer durch die weniger befahrene, aber steilere Suworow-Route über den Pragelpass ersetzen.
Die Route ist wie die anderen nationalen Fahrradrouten in der Schweiz mit roten Hinweisschildern gekennzeichnet.

## Anschlussrouten
In St. Margrethen Anschluss an die Rhein-Route und die Seen-Route; in Stans an die Nord-Süd-Route; in Thun an die Aare-Route und in Aigle an die Rhone-Route. Die Alpenpanorama-Route kreuzt mehrfach die Seen-Route.

## Veloverlad
Durch einen sogenannten Veloverlad können Höhenmeter eingespart werden. Bei Benutzung der vorgeschlagenen Veloverlade sind es von St. Margrethen nach Aigle nur 4100 Höhenmeter, in Gegenrichtung 3400 Höhenmeter.